# Залесово (Оренбургская область)

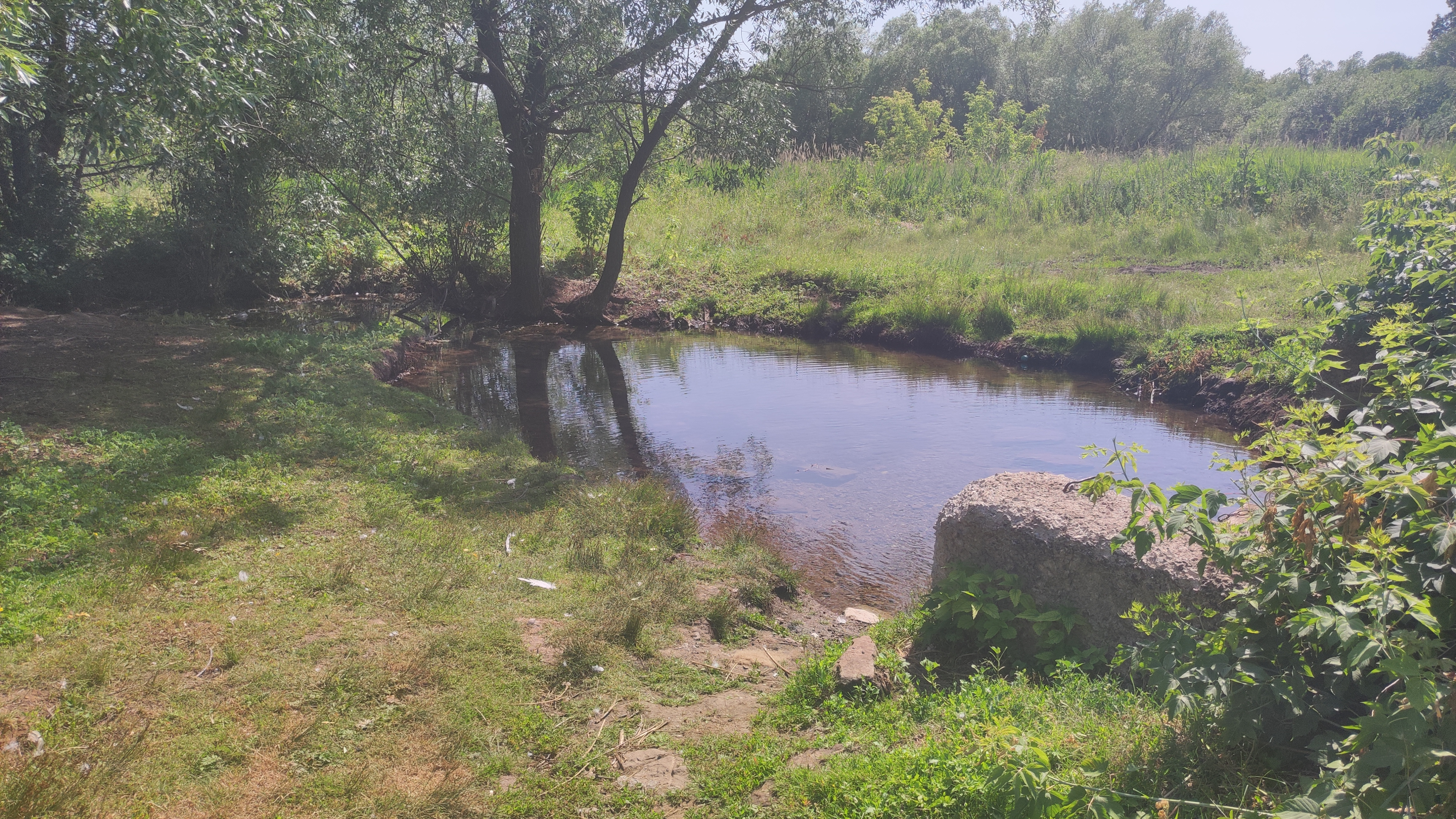
Родник в селе

Зале́сово — село в Красногвардейском районе Оренбургской области России. Административный центр Залесовского сельсовета.

## Этимология
Название села происходит от фамилии Залесов.

## География
Село находится в северо-западной части Оренбургской области, в пределах возвышенности Общий Сырт, в степной зоне, на берегах реки Юласка, на расстоянии примерно 16 км (по прямой) к северо-востоку от села Плешаново, административного центра района. Абсолютная высота — 155 м над уровнем моря.

## Климат
Климат характеризуется как резко континентальный с продолжительной морозной зимой и относительно коротким жарким сухим летом. Средняя температура воздуха самого тёплого месяца (июля) — 21 °C; самого холодного (января) — −15 °C. Продолжительность безморозного периода составляет 130 дней. Среднегодовое количество атмосферных осадков составляет 320 мм, из которых 228 мм выпадает в тёплый период. Снежный покров держится в течение 145—150 дней.

## Часовой пояс
Село Залесово, как и вся Оренбургская область, находится в часовой зоне МСК+2. Смещение применяемого времени относительно UTC составляет +5:00.

## Население
| 2010 |
| ---- |
| 374  |

## Половой состав
По данным Всероссийской переписи населения 2010 года, в половой структуре населения мужчины составляли 46,5 %, женщины — соответственно 53,5 %.

## Национальный состав
Согласно результатам переписи 2002 года, в национальной структуре населения русские составляли 87 % из 556 чел.